# Iva Procházková
Iva Procházková (* 13. června 1953 Olomouc) je česká spisovatelka, autorka literatury pro děti. Zabývá se též dětským dramatem.

## Biografie
Narodila se v rodině spisovatele Jana Procházky. Dětství prožila v Praze. V roce 1972 maturovala na gymnáziu, ovšem z politických důvodů nepokračovala v dalším studiu. Pracovala jako pomocnice na letišti a uklízečka. Literární tvorbě pro děti se věnuje od konce 70. let 20. století, přičemž sporadicky publikovala již od počátku 70. let. V roce 1983 s rodinou emigrovala a usadila se v Rakousku a posléze v Německu. Tam s manželem, režisérem a hercem Ivanem Pokorným, rozvíjela divadelní projekty, věnovala se ale i literární tvorbě pro dospělé a dětské čtenáře. Po politickém převratu v roce 1989 začala publikovat také v českých zemích, natrvalo se do vlasti vrátila v roce 1994.
Žije a tvoří v Praze. S manželem mají tři děti.
Publikuje česky i německy. Její starší sestra Lenka Procházková je rovněž spisovatelka.

## Ocenění
Iva Procházková obdržela tato ocenění:
- 1992 – Zlatá stuha za knihu Čas tajných přání (1992)
- 1996 – Zlatá stuha za knihu Pět minut před večeří (1996)
- 1999 – Zlatá stuha za knihu Soví zpěv. Amulet (1999)
- 2005 – Zlatá stuha za knihu Kryštofe, neblbni a slez dolů! (2004)
- 2007 – Cena Friedricha Gerstäckera za román Tanec trosečníků (2006)[3]
- 2007 – Magnesia Litera za knihu pro děti a mládež Myši patří do nebe (2006)
- 2007 – Zlatá stuha za knihu Myši patří do nebe (2006)
- 2010 – Magnesia Litera za knihu pro děti a mládež Nazí (2009)
- 2010 – nominace na Německou cenu za literaturu pro mládež (Deutscher Jugendliteraturpreis) za knihu Nazí (2009)
- 2012 – Cena Luchs za knihu Uzly a pomeranče[4] (2011)
- 2012 – Čestná listina IBBY za Nazí (2009)[5]